# Amphoe Lam Thamenchai
Amphoe Lam Thamenchai (Thai: อำเภอ ลำทะเมนชัย) ist ein Landkreis (Amphoe – Verwaltungs-Distrikt) in der Provinz Nakhon Ratchasima. Die Provinz Nakhon Ratchasima liegt in der Nordostregion von Thailand, dem so genannten Isan. 

## Geographie
Amphoe Lam Thamenchai grenzt an die folgenden Landkreise (von Osten im Uhrzeigersinn): an die Amphoe Khu Mueang und Lam Plai Mat der Provinz Buriram, sowie an die Amphoe Chum Phuang und Mueang Yang in der Provinz Nakhon Ratchasima.
Lam Thamenchai ist nach dem Thamenchai-Fluss benannt, dem wichtigsten Fluss des Landkreises.

## Geschichte
Lam Thamenchai wurde am 15. Juli 1996 zunächst als „Zweigkreis“ (King Amphoe) eingerichtet, indem sein Gebiet vom Amphoe Chum Phuang abgetrennt wurde.
Am 15. Mai 2007 hatte die thailändische Regierung beschlossen, alle 81 King Amphoe in den einfachen Amphoe-Status zu erheben, um die Verwaltung zu vereinheitlichen.
Mit der Veröffentlichung in der Royal Gazette „Issue 124 chapter 46“ vom 24. August 2007 trat dieser Beschluss offiziell in Kraft.

## Verwaltung

### Provinzverwaltung
Der Landkreis Lam Thamenchai ist in vier Tambon („Unterbezirke“ oder „Gemeinden“) eingeteilt, die sich weiter in 59 Muban („Dörfer“) unterteilen.
| Nr. | Name       | Thai   | Muban | Einw.  |
| --- | ---------- | ------ | ----- | ------ |
| 1.  | Khui       | ขุย     | 10    | 07.169 |
| 2.  | Ban Yang   | บ้านยาง | 17    | 07.060 |
| 3.  | Chong Maeo | ช่องแมว | 22    | 12.165 |
| 4.  | Phlai      | ไพล    | 10    | 06.133 |

### Lokalverwaltung
Es gibt fünf Kommunen mit „Kleinstadt“-Status (Thesaban Tambon) im Landkreis:
- Khui (Thai: เทศบาลตำบลขุย), bestehend aus Teilen des Tambon Kui.
- Ban Yang (Thai: เทศบาลตำบลบ้านยาง), bestehend aus dem gesamten Tambon Ban Yang.
- Chong Maeo (Thai: เทศบาลตำบลช่องแมว), bestehend aus dem gesamten Tambon Chong Maeo.
- Phlai (Thai: เทศบาลตำบลไพล), bestehend aus Teilen des Tambon Phlai.
- Nong Bua Wong (Thai: เทศบาลตำบลหนองบัววง), bestehend aus den übrigen Teilen der Tambon Kui und Phlai.